# Bernard Gavillet
Bernard Gavillet est un coureur cycliste suisse né le 6 mars 1960 à Monthey (canton du Valais) et mort le 13 juin 2024.

## Biographie
Après avoir terminé cinquième du Tour de l'Avenir 1981, Bernard Gavillet devient professionnel en 1982 et le reste jusqu'en 1989. Il remporte 4 victoires.
En 1984, il est champion de Suisse de la montagne.
Il participe à 4 Tours de France et se classe 34e en 1983, 20e en 1984, 28e en 1986 et 57e en 1987.
Il a été l'un des lieutenants de Beat Breu et de Laurent Fignon.
Bernard Gavillet meurt le 13 juin 2024 à l'âge de 64 ans,.

## Palmarès
- 1977
  - Martigny-Mauvoisin
  - 3e du championnat de Suisse sur route juniors
- 1981
  - 1re étape du Tour de Suisse Centrale
- 1981
  - Sierre-Loye
  - Prologue et 2e étape du Tour de Suisse Orientale
  - 3e du Tour du Leimental
  - 3e du championnat de Suisse de poursuite
- 1982
  - 2e de Sierre-Loye
- 1983
  - Martigny-Mauvoisin
  - 2e du Grand Prix du canton d'Argovie
  - 2e du championnat de Suisse de la montagne
- 1984
  -  Champion de Suisse de la montagne
  - Tour du Canton de Genève
- 1986
  - 2e étape du Tour de France (contre-la-montre par équipes)
  - 2e de Martigny-Mauvoisin
  - 3e du championnat de Suisse de la montagne
- 1987
  - 5eb étape du Grand Prix Guillaume Tell (contre-la-montre)
  - 2e du championnat de Suisse de la montagne
  - 2e de Martigny-Mauvoisin
  - 2e du Grand Prix Guillaume Tell
  - 3e du Tour du Hegiberg

## Résultats sur les grands tours

### Tour de France
4 participations :
- 1983 : 34e
- 1984 : 20e
- 1986 : 28e, vainqueur de la 2e étape (contre-la-montre par équipes)
- 1987 : 57e

### Tour d'Italie
4 participations :
- 1982 : 36e
- 1984 : 29e
- 1985 : abandon
- 1989 : abandon

### Tour d'Espagne
1 participation :
- 1987 : abandon (7e étape)